# Barbula hyalinobasis
Barbula hyalinobasis är en bladmossart som beskrevs av Brotherus 1920. Barbula hyalinobasis ingår i släktet neonmossor, och familjen Pottiaceae. Inga underarter finns listade i Catalogue of Life.